# Pierre-Willie Maltais
Pierre-Willie Maltais, né le 21 juin 1931 à La Malbaie et mort le 6 juin 1987 à Baie-Comeau, est un homme politique québécois.